# 守綱寺 (名古屋市)
守綱寺（しゅこうじ）は、愛知県名古屋市中区栄3丁目にある真宗大谷派の寺院。山号は渡辺山。本尊は阿弥陀如来。徳川十六神将の一人である渡辺守綱を祖とする渡辺家の菩提寺である。

## 寺史

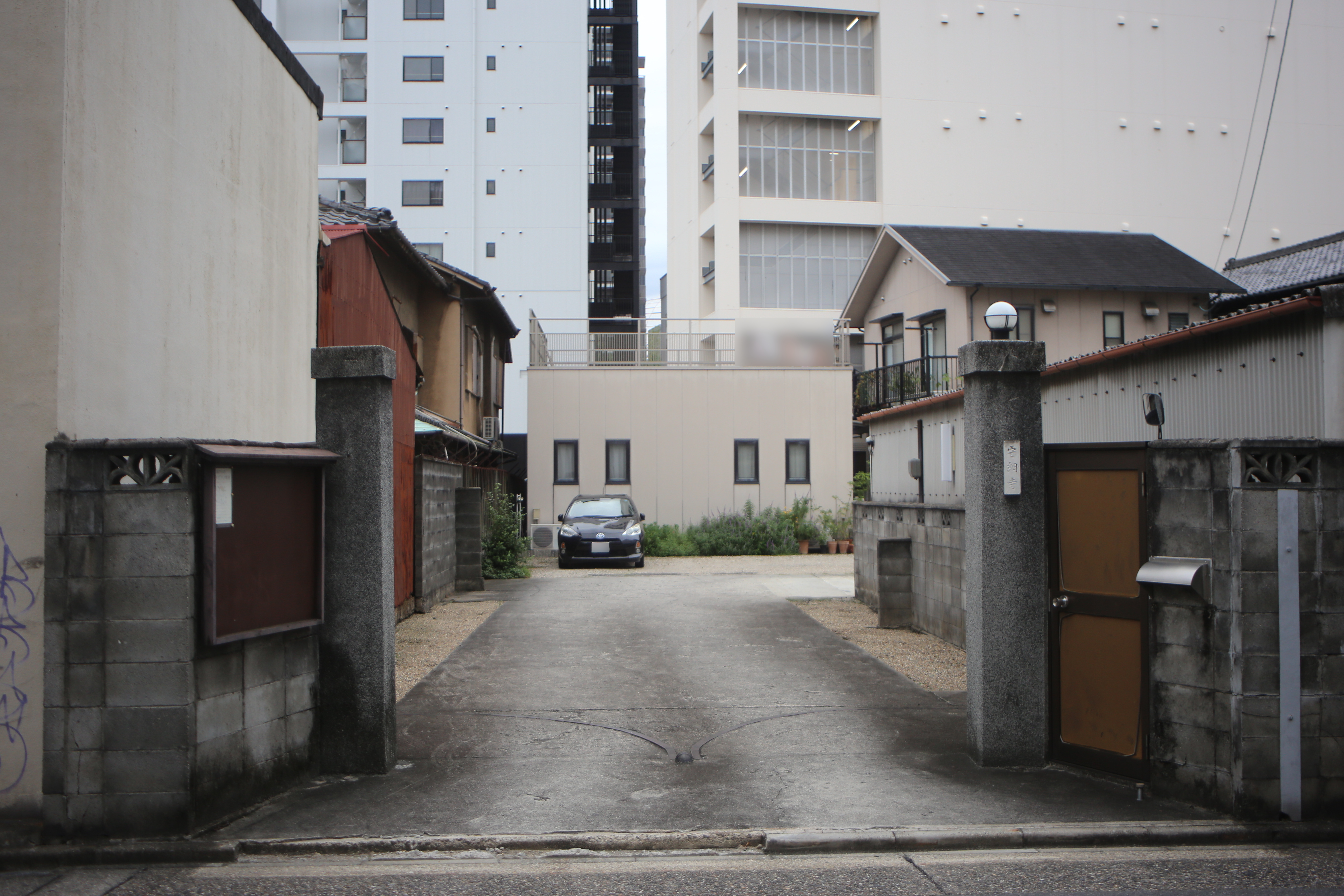
門

尾張藩の家老職を務めた渡辺治綱が、祖父の渡辺守綱を弔うために創建した。
創建年代は諸伝あり、宝暦2年（1752年）の成立とされる「府城志」によると承応2年（1653年）、天保12年（1841年）成立の「尾張名所図会」によると慶安2年（1649年）、天保14年（1843年）成立の「尾張志」によると明暦2年（1656年）という。
開山初代の恵頓は、同じく渡辺治綱が渡辺守綱のため建立した守綱寺と兼任した。
「尾州御領分中寺社領付」によると、尾張藩2代藩主徳川光友が、中島郡苅安賀新田（三条村、現在の一宮市三条）に寺領100石を寄進した。
天保7年（1836年）成立の「三河志」によると真宗本願寺派に属していたが、のち真宗大谷派。